# 新疆生产建设兵团第一师二团
新疆生产建设兵团第一师二团是中华人民共和国新疆生产建设兵团第一师下辖的一个团，与新疆维吾尔自治区阿拉尔市新井子镇实行“团镇合一”的管理体制。

## 行政区划
新疆生产建设兵团第一师二团下辖以下单位：
西城社区、东城社区、沙井子社区、一连、二连、三连、四连、五连、六连、七连、八连、九连、十连、十一连、十二连、十三连、十四连、十五连、十六连、十七连、十八连、十九连、二十连、二十一连、二十二连、二十三连、二十四连、二十五连、二十六连。